# Space Engineers
Space Engineers (deutsch Weltraum-Ingenieure) ist ein Voxel-basiertes Sandbox-Computerspiel, das wahlweise in einem Asteroidenfeld oder einem Sternsystem im Weltall spielt. Das Spiel wird von dem tschechischen Entwickler Keen Software House entwickelt und war zunächst als Early-Access-Titel verfügbar. Es bietet eine Open-World-Umgebung, in der Spieler verschiedene funktionsfähige Konstruktionen, wie zum Beispiel Raumschiffe, bauen können. Die Pre-Alpha-Version wurde am 23. Oktober 2013 auf Steam veröffentlicht. Am 28. Februar 2019 erfolgte der offizielle Release der fertigen Version, dementsprechend verließ das Spiel das Early-Access-Programm.

## Spielmechanik

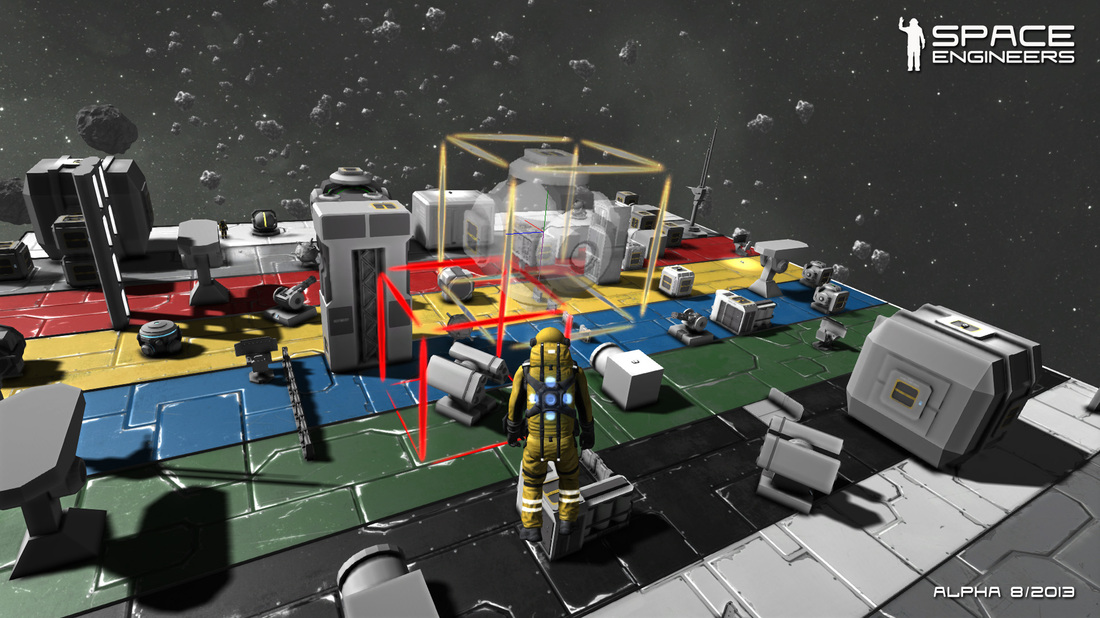
Demonstration vom Hinzufügen neuer Blöcke zu einer vorhandenen Konstruktion

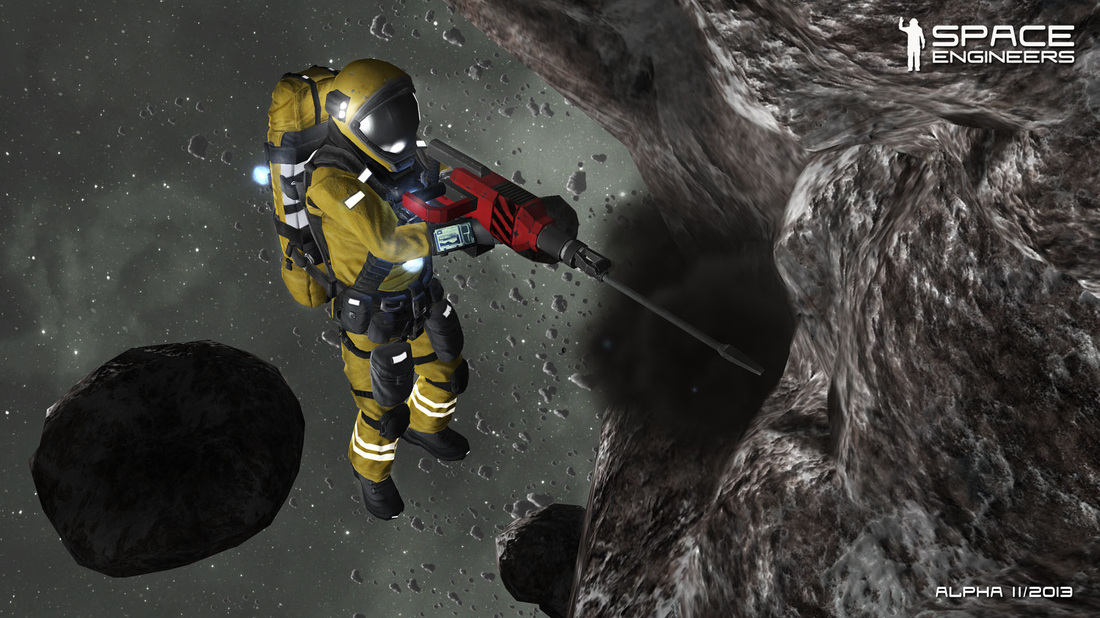
Ein Astronaut baut an einem Asteroiden, mit einem Handbohrer, Erze ab.

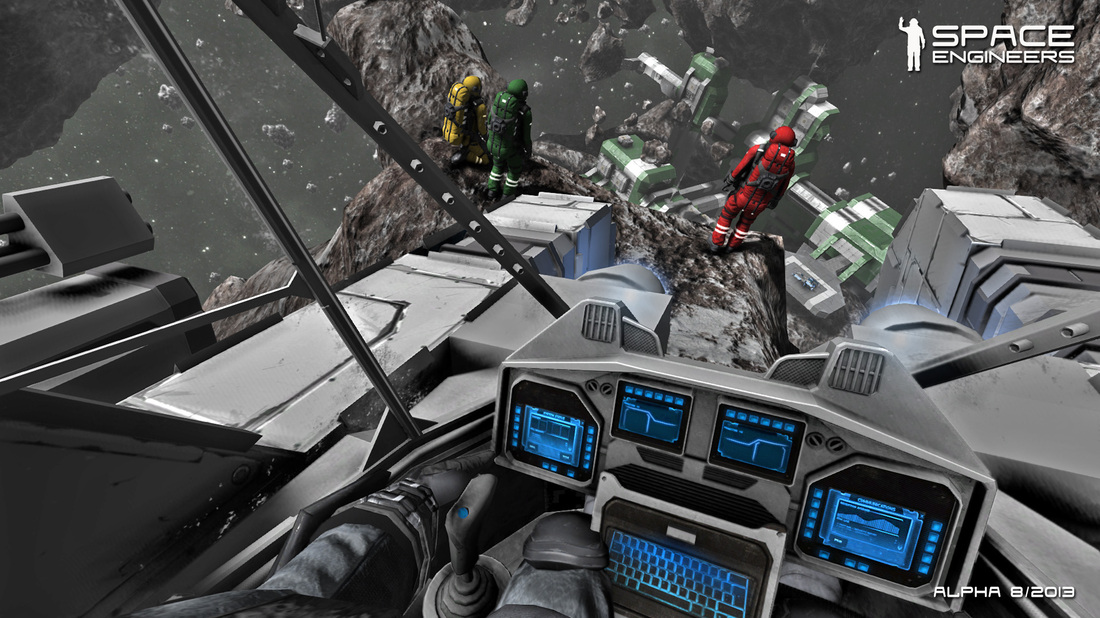
Egoperspektive vom Cockpit eines kleinen Raumschiffes aus

Das Spiel beginnt, indem man einer Welt im Mehrspielermodus beitritt oder eine neue, eigene Welt im Einzelspielermodus erstellt. In diesem Fall muss man zuerst die Anzahl der Asteroiden und die zu Beginn verfügbare Ausrüstung einstellen. Später im Spiel steuert der Spieler einen einzelnen Astronauten, welcher als Space Engineer bezeichnet wird. Der Spieler kann nun eine Plattform an einem Asteroiden, ein kleines oder ein großes Raumschiff bauen. Dies beginnt mit dem Platzieren eines Fahrwerks bei Raumschiffen oder einem Block bei Plattformen, die man dann mit strukturellen, funktionierenden, interaktiven oder ästhetischen Blöcken, welche auch verschiedene Größen haben, erweitern kann. Um Blöcke zu vervollständigen, braucht man ein Schweißgerät. Außer dem Schweißgerät gibt es noch weitere Werkzeuge und Waffen. Die meisten Blöcke können bei Kollisionen und durch Waffen beschädigt und verformt werden. Manche Blöcke haben angebaute Steuerfelder, mit denen man den Status anderer Blöcke in der Struktur anzeigen und verändern kann. Funktionierende Blöcke brauchen Energie, die durch Atomreaktoren und Solarmodule, auf Planeten zusätzlich durch Windkraftanlagen, in derselben Struktur gewonnen werden kann. Solarmodule produzieren weniger Energie als Atomreaktoren, doch diese benötigen Uran zur Energiegewinnung.
Es gibt drei Arten von Strukturen: Plattformen, kleine und große Raumschiffe. Die Größe, die benötigten Ressourcen und die Verfügbarkeit der Blöcke sind vom Typ der Struktur abhängig. Auf kleinen Raumschiffen kann man keine Sammler und Raffinerien bauen, während man auf großen Raumschiffen keine Gatlingkanonen benutzen kann. Dafür kann man dort KI-kontrollierte Gatling- und Raketengeschütze platzieren. Blöcke, die man auf kleinen Raumschiffen baut, sind allgemein kleiner als die Blöcke auf Plattformen und großen Raumschiffen. Ein großer Block hat 2,5 Meter Kantenlänge, ein kleiner 50 cm. Als Besonderheit lassen sich diese Strukturen als OBJ exportieren und z. B. für den 3D-Druck weiterverarbeiten.
Wenn Strukturen ein Cockpit, ein Gyroskop, Triebwerke und eine Energiequelle haben, kann der Spieler sie bewegen und steuern. Um in alle Richtungen zu fliegen, müssen die Strukturen mindestens ein Triebwerk nach oben, unten, vorne, hinten, links und rechts haben.
Der Spieler kann im All mit Hilfe seines Jetpacks, das im Anzug des Astronauten integriert ist, nach oben, unten, vorne, hinten, links und rechts fliegen. Außerdem kann er sich im und gegen den Uhrzeigersinn drehen. Bei Strukturen sowie beim Jetpack kann der Spieler den Trägheitsdämpfer an- und ausschalten. Das Jetpack verbraucht ab Version 01.105 Wasserstoff.
Wenn der Spieler sein Jetpack auf einer Struktur oder einem Asteroid mit aktiviertem Gravitationsgenerator ausschaltet, wird er von dem Objekt angezogen. Der vertikale Betrachtungswinkel wird dann auch wie in den meisten Ego-Shootern auf −90 bis 90 Grad beschränkt. Falls der Spieler den Rand der Struktur verlässt fällt er nach unten, bis der Einflussradius des Gravitationsgeräts zu Ende ist. Bei diesem Punkt schaltet sich das Jetpack automatisch ein.
Verschiedene Arten von Transportschiffen spawnen zufällig an verschiedenen Orten und fliegen dann in der Welt herum. Die Raumschiffe können durch den Spieler eingenommen und geplündert werden. Manche Schiffe haben Gatling-Geschütze und andere explodieren, wenn der Spieler sie übernehmen will. Mit Version 01.062 wurde das sog. „Exploration“-Feature eingeführt, seitdem können in der Welt von Spielern gebaute und von den Entwicklern ausgewählte Schiffe zufällig gefunden werden. Ab Version 01.100 gibt es auch zufällig in der Welt spawnende Piratendrohnen und -schiffe, die den Spieler bzw. dessen Schiffe und Stationen angreifen.

### Kreativmodus
Im Kreativmodus hat der Spieler unendlich viele Ressourcen, kann sofort Werkzeuge und Blöcke bauen, ist unverwundbar und kann Schiffe duplizieren. Zu Beginn war der Kreativmodus der einzige Spielmodus in Space Engineers. Am 5. November 2015 wurde der sog. „Space Master“-Modus eingeführt, mit dem Serveradministratoren auch im Überlebensmodus Eigenschaften des Kreativmodus nutzen können, etwa um manuell treibenden Schrott zu entfernen.

### Überlebensmodus
Im Überlebensmodus muss der Spieler Erze mit dem Handbohrer oder speziellen Schiffen in Asteroiden abbauen und schmelzen, um Werkzeuge, Waffen und Blöcke zu bauen und Energie zu produzieren. Um Blöcke zu bauen, braucht der Spieler erst einmal die benötigten Komponenten, die er aus den geschmolzenen Erzen im „Assembler“ herstellen kann oder aus Transportschiffen klauen kann. Um dem Tod zu entgehen, muss der Spieler seine Anzugs-Energie und Gesundheit regelmäßig an der Krankenstation, an der er auch die Farbe des Anzugs ändern kann, aufladen.

## Planeten
Am 12. November 2015 wurden mit Version 01.108 Planeten ins Spiel integriert (siehe Entwicklungsgeschichte). Dieses Feature war ein Dreivierteljahr zuvor angekündigt worden. Im Zuge der Einführung der Planeten wurden die Mindestsystemanforderungen erhöht. Spieler, deren PC nur DirectX 9 unterstützt, können dieses Feature nicht nutzen.

### Eigenschaften
Planeten können Durchmesser zwischen 19 km (Mond) und 120 km haben. Im November 2015 existierten sechs Typen von Planeten:
- An die Erde angelehnt: Seen, Wälder, Wiesen, Berge und Schnee von Wölfen bewohnt (atembare Atmosphäre)
- An den Mars angelehnt: Große Staubwüsten & Schluchten (dünne Atmosphäre ohne Sauerstoff)
- „Alien“: Ein fremdartiger Planet mit eigener Flora, der aggressiven Spinnenwesen (offiziell: Sabiroiden[13]) als Heimat dient (dichtere Atmosphäre mit wenig Sauerstoff)
- An den Mond angelehnt: Graue Staub- und Steinwüsten, Vorkommen von Eis (keine Atmosphäre)
- An Europa angelehnt: Größtenteils aus Eis bestehend (dünne Atmosphäre ohne Sauerstoff)
- An Titan angelehnt: Ebenfalls von Sabiroiden bewohnt[13] (dünne Atmosphäre, kein Sauerstoff)
- „Triton“: Eisplanet, unbewohnt (Sauerstoffatmosphäre)
- Weitere Planeten können aus dem Steam Workshop geladen werden.

Mit dem Update wurde eine neue Art Triebwerke eingeführt, sog. Atmosphärentriebwerke. Diese funktionieren ausschließlich innerhalb der Atmosphäre und konsumieren Energie. In einem Livestream auf Twitch wurde dazu gesagt, dadurch gebe es jetzt drei spezialisierte Arten von Triebwerken: Die bisherigen Ionentriebwerke, die fast ausschließlich im Weltraum genutzt werden können, die mit Version 01.105 eingeführten Wasserstofftriebwerke, die Wasserstoff statt Energie benötigen und aufgrund ihres deutlich höheren Schubs vor allem im Schwerefeld von Planeten hilfreich sind, und die neuen Atmosphärentriebwerke. Laut Chefentwickler Ondrej Petrzilka soll es künftig ein großer Schritt sein, das erste Raumschiff zu bauen, das in der Lage ist einen Planeten zu verlassen; vor dem Schritt ins All werde das Leben auf einem Planeten einen wichtigen Teil darstellen.
Planeten sind solide, auf ihnen können wie auf Asteroiden Rohstoffe gefunden werden. Der Generator für Landschaft und Vegetation wurde aus dem Schwesterspiel Medieval Engineers übernommen. Marek Rosa schrieb auf seinem Blog, man könne theoretisch ein Loch von einem Pol zum andern bohren, müsse dafür aber viel Zeit investieren.
Da flüssiges Wasser laut den Entwicklern eine große Herausforderung darstelle, und man zuerst alle möglichen Szenarien durchgehen müsse, um sicherzustellen, dass das Spiel dadurch nicht unspielbar würde, sind auf den Planeten anstelle von Seen aus Wasser gefrorene Seen zu finden, die als Quelle für das zur Sauer- und Wasserstoffproduktion notwendige Eis dienen.
Gleichzeitig mit den Planeten wurden außerdem KI-Gegner hinzugefügt. Dabei handelt es sich um sog. Sabiroiden, eine aggressive Spinnenrasse, die ausschließlich auf den Alien-Planeten vorkommt. Auch ist auf jedem Planeten eine Station der ab Version 01.100 im Spiel vorhandenen Piraten zu finden, die unaufhörlich Drohnen produziert und in Richtung Spieler schickt.

## Entwicklungsgeschichte
Die Entwicklung des Überlebensmodus begann am Ende des Sommers 2013. Am 24. März 2014 kündigte Keen Software House an, dass zwei Meilensteine in der Entwicklung des Spiels erreicht seien: Der Überlebensmodus und der Mehrspielermodus.
Am 14. Mai 2015 machte das Entwicklungsstudio den Quelltext für die Spielcommunity verfügbar um leichteres Modding oder sogar komplett auf Space Engineers basierende Spiele zu ermöglichen, hierzu wurde eine proprietäres GitHub-Repositorium freigeschaltet.
Am 18. Februar 2015 kündigte Marek Rosa in einem Blogpost an, dass man daran arbeite, Planeten und Sauerstoff ins Spiel zu integrieren. Der Sauerstoff wurde am 19. März 2015 mit Update 1.074 eingeführt. Am 9. November kündigte Marek Rosa die Veröffentlichung der Planeten für den 12. November im Update 1.108 an. Das Update wurde am 12. November nach einem zweistündigen Livestream, den die Entwickler zusammen mit bekannte YouTubern der Space-Engineers-Community auf der Streaming-Plattform Twitch abhielten, veröffentlicht. Planeten wurden nur in der Spielversion für DirectX 11 veröffentlicht. In einem Video vom 2. Dezember 2015, in dem er über die Entwicklung der Planeten sprach, nannten Marek Rosa die Planeten ein „game-changing feature“, noch größer als die beiden vorherigen Meilensteine Überlebensmodus und Mehrspielermodus.
Am 13. November 2014 brachte Headup Games eine Limited Edition in den Handel. Diese enthält neben einer zweiten Lizenz, die sich verschenken lässt, Aufkleber, sog. „Artcards“ und die beiden ebenfalls von Keen Software House stammenden Titel Miner Wars 2081 und Miner Wars Arena. Die Limited Edition kostete 11 € mehr als die Download-Version.
Am 10. Dezember 2024 wurde Space Engineers 2 angekündigt.

## Verkaufszahlen
Bis zum 24. Februar 2014 wurden 250.000 Exemplare des Spiels verkauft. Am 20. Oktober 2014 teilte Keen Software House mit, dass eine Million Exemplare verkauft wurden.

## Rezeption
Bei der Preisverleihung „IndieDB Game of The Year“ wurde Space Engineers als viertbestes Spiel 2013 gewählt.